# Wyatt Knight
Wyatt Knight (New York, 20 gennaio 1955 – Maui, 25 ottobre 2011) è stato un attore statunitense, noto per aver interpretato il ruolo di Tommy Turner nella trilogia di Porky's.
È morto suicida nel 2011 all'età di 56 anni.